# Chauncey Billups
Chauncey Ray Billups (Denver, Colorado, 1976. szeptember 26. –) világ-, Amerika- és NBA-bajnok amerikai válogatott kosárlabdázó, edző, Naismith Memorial Basketball Hall of Fame-tag. Jelenleg a Portland Trail Blazers vezetőedzője.

## Élete
Szülei Faye és Ray Billups.
Felesége Piper Riley, akitől három kislánya született: Cydney Renee, Ciara Rai és Cenaiya Rayne. Második lánya, Ciara keresztapja Chauncey barátja, a Boston Celticsben játszó Kevin Garnett.
Billups kedvenc sportolója Magic Johnson, példaképe pedig volt csapata elnöke, Joe Dumars (a főiskolai csapatban ezért viselte ő is a 4-es számú mezt).
Billups az NFL-ben a Denver Broncosnak szurkol.
Billups kedvenc előadója 2Pac, de kedveli még Jay-Z-t is.

## Pályafutása

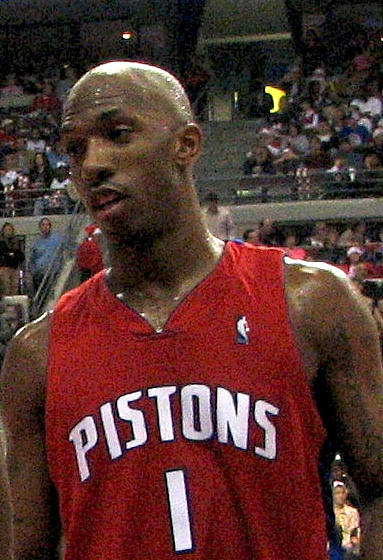
Billups még a Pistonsban (2005)

### Denver Nuggets
Bár 2002 óta a Detroit Pistonsban játszott, 2008. november 3-án ismét szülővárosába, a Denver Nuggets csapatába igazolt. Billups egy csere része volt két társával együtt, így Antonio McDyess és Cheikh Samb is Denverbe ment, hogy Allen Iverson a Pistonsban folytathassa.

### New York Knicks
2011 februárjában Carmelo Anthonyval és további két társával elcserélték New Yorkba, a Knickshez.

### Los Angeles Clippers
A 2011–12-es csonka szezon kezdete előtt a Los Angeles Clippers csapatához került, amely Chris Paullal, Mo Williamsszel és Blake Griffinnel a Nyugati főcsoport egyik legerősebb csapata lett.